# Реттиховка
Реттихо́вка — посёлок в Черниговском районе Приморского края. Административный центр и единственный населённый пункт Реттиховского сельского поселения

## География
Расположен в 19 км к востоку от Сибирцево и в 20 км к юго-востоку от Черниговки.

## История
Населённый пункт впервые упоминается в 1902 году. Имел статус посёлка городского типа с 1962 года по 2007 год.

## Население
| 1915  | 1926  | 1970  | 1979  | 1989  | 2002  |
| ----- | ----- | ----- | ----- | ----- | ----- |
| 262   | ↘255  | ↗4297 | ↘3545 | ↗3696 | ↘2778 |
| 2007  | 2008  | 2010  | 2011  | 2012  | 2013  |
| ↘2674 | ↘2669 | ↘2148 | ↘2143 | ↘2051 | ↘1970 |
| 2014  | 2015  | 2016  | 2017  | 2018  | 2019  |
| ↘1952 | ↘1907 | ↘1853 | ↘1785 | ↘1772 | ↘1695 |
| 2020  | 2021  |       |       |       |       |
| ↘1668 | ↘1342 |       |       |       |       |

По данным переписи 1926 года по Дальневосточному краю, в населённом пункте числилось 52 хозяйства и 255 жителей (131 мужчина и 124 женщины), из которых преобладающая национальность — украинцы (43 хозяйства).

## Улицы
| - ул. 1-я Лесная, - ул. 1-я Юбилейная, - ул. Геологов, - ул. Грибанова, - ул. Железнодорожная, - ул. Заречная, - ул. Инженерная, - ул. Крестьянская, - ул. Лазо, | - ул. Ленинская, - ул. Лесная, - пер. Лесной, - ул. Линейная, - ул. Нагорная 1-я, - ул. Нагорная 2-я, - ул. Нагорная, - ул. Некрасова, - ул. Новая, | - ул. Овражная, - ул. Октябрьская, - ул. Парковая, - ул. Первомайская, - ул. Пушкинская, - ул. Рабочая, - ул. Севастопольская, - ул. Северная, - ул. Северная малая, | - ул. Советская, - ул. Таёжная, - ул. Тихая, - ул. Увальная, - ул. Центральная, - ул. Шахтёрская, - ул. Школьная, - ул. Шоссейная, - ул. Юбилейная, - ул. Южная. |

## Экономика
В Реттиховке расположена железнодорожная станция на ветке Транссиба от посёлка Сибирцево. У посёлка долгое время велась добыча бурого угля открытым способом. После закрытия разреза в июне 1996 года и позже зверосовхоза в посёлке наступил экономический спад и сокращение населения.

## Известные уроженцы
- Малышев, Игорь Александрович (род. 1972) — российский писатель, публицист.